# منظور قادر
منظور قادر (اردو: منظور قادر؛ ۲۸ نوامبر ۱۹۱۳ – ۱۲ اکتبر ۱۹۷۴) سیاست‌مدار و حقوق‌دان اهل پاکستان بود. وی از سال ۱۹۵۸ تا سال ۱۹۶۲ وزیر امور خارجه پاکستان بوده‌است.